# Kuku (Kartenspiel)

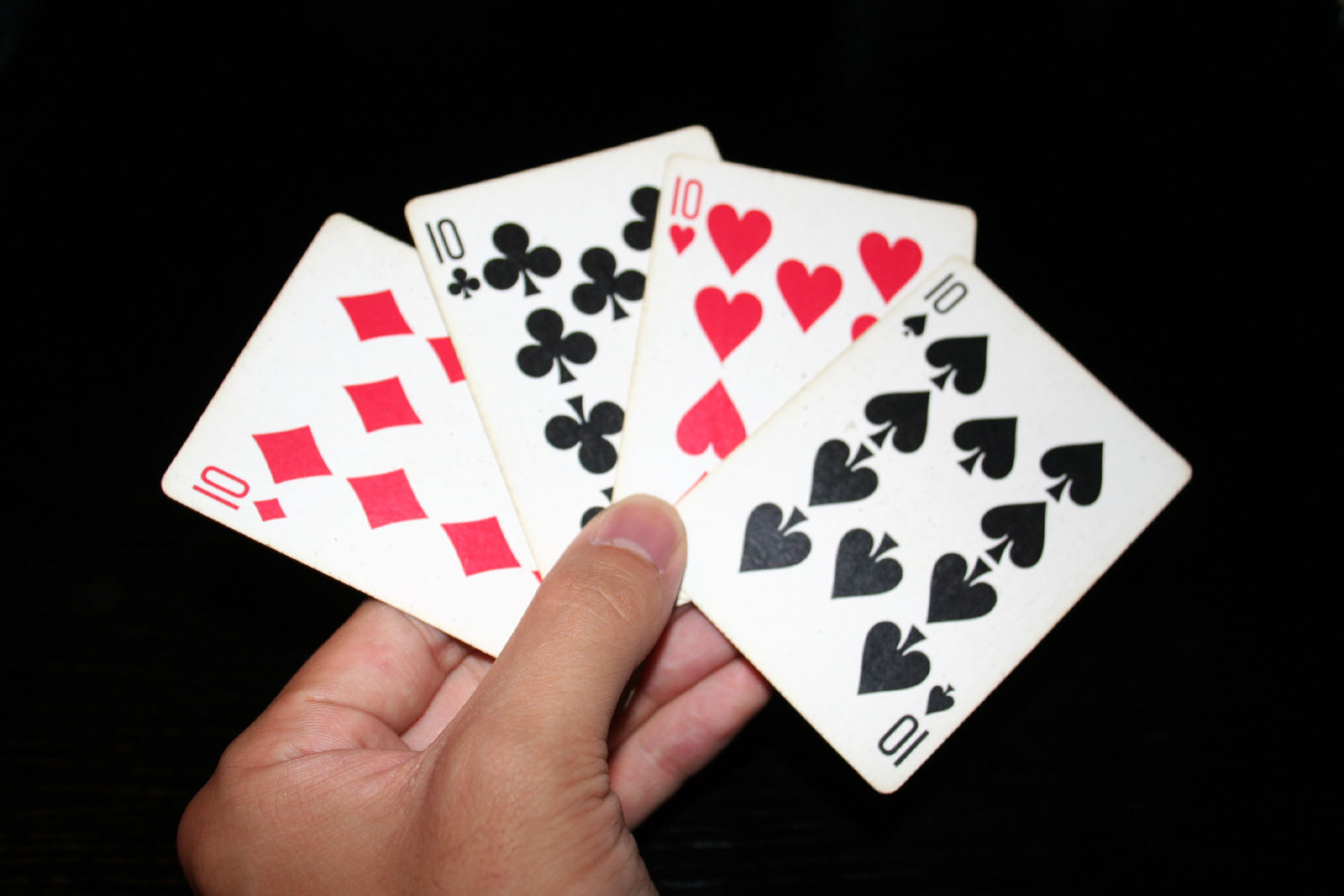
Beim Kuku-Spiel kommen Standard-Spielkarten (z. B.: Französisches Blatt) zum Einsatz. Im Bild: Pärchen aus 10er-Karten.

Kuku ist ein polnisches Kartenspiel. Im Spielverlauf bekommt jeder Spieler drei Karten und der Kartengeber vier Karten. Die vierte Karte wird im Uhrzeigersinn so lange von Spieler zu Spieler weitergegeben, bis ein Spieler eine „Straße“ (Kartenfolge, wie z. B. 7, 8, 9 oder Bauer, Dame, König) oder ein „Dreierpärchen“ (z. B. 7, 7, 7 oder König, König, König) hat. Wenn die vierte Karte einmal komplett herumgereicht wurde, ohne dass sich einer der Spieler diese genommen hat, kann diese beiseitegelegt und eine neue Karte vom Stapel gezogen werden. Wenn o. g. Ziel 
(„Straße“ / „Dreierpärchen“) erreicht wurde, darf von dem jeweiligen Spieler „Kuku“ ausgerufen werden und die Karten weggelegt werden. Es wird dann so lange gespielt, bis noch ein Spieler übrigbleibt. Dieser Verlierer wird nun entweder bestraft (peinliche Frage oder alternativ geschlagen werden), kann sich der Bestrafung aber auch entziehen, indem er die Kartenfolgen der Mitspieler („Straße“ oder „Dreierpärchen“) errät.